# Phrynosoma taurus
Phrynosoma taurus är en ödleart som beskrevs av  Dugès 1873. Phrynosoma taurus ingår i släktet paddleguaner, och familjen Phrynosomatidae. Inga underarter finns listade i Catalogue of Life.
Arten förekommer i södra Mexiko. Den vistas i låglandet och i bergstrakter upp till 1500 meter över havet. Sällan når arten upp till 1700 meter. Ödlan lever i halvöknar, torra skogar och buskskogar. Den kan besöka betesmarker som inte brukas intensivt. Honor lägger inga ägg utan föder levande ungar.
Några exemplar fångas och används i den traditionella medicinen. Hela populationen anses vara stabil. IUCN kategoriserar arten globalt som livskraftig.